# Marcel Rapp
Marcel Rapp (Pforzheim, 16 aprile 1979) è un allenatore di calcio ed ex calciatore tedesco, di ruolo difensore, tecnico dell'Holstein Kiel.

## Carriera

### Allenatore

#### Hoffenheim
Il 9 giugno 2020 — a seguito dell'esonero di Alfred Schreuder sulla panchina dell'Hoffenheim — Marcel Rapp diventa temporaneamente l'allenatore del club tedesco, prendendolo in mano con un settimo posto in Bundesliga. Esordisce perdendo in casa contro il Lipsia per 0-2, ma si riscatta battendo l'Augsburg con il risultato di 1-3. Termina il campionato in sesta posizione, qualificando la squadra alla fase a gironi della UEFA Europa League dopo una stagione di assenza dalle coppe europee. Tuttavia, Rapp non viene confermato dalla società, perdendo il posto il 30 giugno 2020.

## Statistiche

### Statistiche da allenatore
Statistiche aggiornate al 1° dicembre 2024.
| Stagione             | Squadra              | Campionato           | Campionato | Campionato | Campionato | Campionato | Coppe nazionali | Coppe nazionali | Coppe nazionali | Coppe nazionali | Coppe nazionali | Coppe continentali | Coppe continentali | Coppe continentali | Coppe continentali | Coppe continentali | Altre coppe | Altre coppe | Altre coppe | Altre coppe | Altre coppe | Totale | Totale | Totale | Totale | % Vittorie | Piazzamento |
| Stagione             | Squadra              | Comp                 | G          | V          | N          | P          | Comp            | G               | V               | N               | P               | Comp               | G                  | V                  | N                  | P                  | Comp        | G           | V           | N           | P           | G      | V      | N      | P      | %          | Piazzamento |
| -------------------- | -------------------- | -------------------- | ---------- | ---------- | ---------- | ---------- | --------------- | --------------- | --------------- | --------------- | --------------- | ------------------ | ------------------ | ------------------ | ------------------ | ------------------ | ----------- | ----------- | ----------- | ----------- | ----------- | ------ | ------ | ------ | ------ | ---------- | ----------- |
| 2019-2020            | Hoffenheim           | BL                   | 4          | 3          | 0          | 1          | CG              | -               | -               | -               | -               | -                  | -                  | -                  | -                  | -                  | -           | -           | -           | -           | -           | 4      | 3      | 0      | 1      | 75,00      | Sub. 6°     |
| ott. 2021-2022       | Holstein Kiel        | 2BL                  | 25         | 10         | 7          | 8          | CG              | 1               | 0               | 0               | 1               | -                  | -                  | -                  | -                  | -                  | -           | -           | -           | -           | -           | 26     | 10     | 7      | 9      | 38,46      | Sub. 9°     |
| 2022-2023            | Holstein Kiel        | 2BL                  | 34         | 12         | 10         | 12         | CG              | 1               | 0               | 1               | 0               | -                  | -                  | -                  | -                  | -                  | -           | -           | -           | -           | -           | 35     | 12     | 11     | 12     | 34,29      | 8°          |
| 2023-2024            | Holstein Kiel        | 2BL                  | 34         | 21         | 5          | 8          | CG              | 2               | 1               | 1               | 0               | -                  | -                  | -                  | -                  | -                  | -           | -           | -           | -           | -           | 36     | 22     | 6      | 8      | 61,11      | 2° (prom.)  |
| 2024-2025            | Holstein Kiel        | BL                   | 12         | 1          | 2          | 9          | CG              | 2               | 1               | 0               | 1               | -                  | -                  | -                  | -                  | -                  | -           | -           | -           | -           | -           | 14     | 2      | 2      | 10     | 14,29      | in corso    |
| Totale Holstein Kiel | Totale Holstein Kiel | Totale Holstein Kiel | 105        | 44         | 24         | 37         |                 | 6               | 2               | 2               | 2               |                    | -                  | -                  | -                  | -                  |             | -           | -           | -           | -           | 111    | 46     | 26     | 39     | 41,44      |             |
| Totale carriera      | Totale carriera      | Totale carriera      | 109        | 47         | 24         | 38         |                 | 6               | 2               | 2               | 2               |                    | -                  | -                  | -                  | -                  |             | -           | -           | -           | -           | 115    | 49     | 26     | 40     | 42,61      |             |